# Морской юнкер
Морской юнкер, устаревшее радужник (Coris julis) — вид морских костистых рыб из семейства губановых (Labridae). Распространены в Средиземном и Чёрном морях и в восточной части Атлантического океана. Живут недалеко от побережья на глубине до 120 м. Главная особенность этих рыб заключается в том, что они являются последовательными гермафродитами: в течение жизни самка становится самцом, меняя при этом не только пол, но и цвет. Длина тела достигает 25 см. Разводится в морских аквариумах.